# Soumahoro Bangaly
Soumahoro Bangaly (Adzopé, 18 luglio 1991) è un calciatore ivoriano, difensore dell'Al-Salam.

## Carriera

### Club
In carriera ha giocato 15 partite nelle coppe africane, di cui 14 per la CAF Champions League e una per la Supercoppa CAF, tutte con il M. Sundowns.